# Фонтенел (Ен)
Фонтенел (фр. Fontenelle) насеље је и општина у североисточној Француској у региону Пикардија, у департману Ен (Пикардија) која припада префектури Вервен.
По подацима из 2011. године у општини је живело 283 становника, а густина насељености је износила 27,03 становника/km². Општина се простире на површини од 10,47 km². Налази се на средњој надморској висини од 210 метара (максималној 223 m, а минималној 172 m).

## Демографија
| 1962. | 1968. | 1975. | 1982. | 1990. | 1999. | 2011. |
| ----- | ----- | ----- | ----- | ----- | ----- | ----- |
| 380   | 436   | 404   | 317   | 265   | 272   | 283   |

График промене броја становника у току последњих година